# All I See Is You
All I See Is You (bra: Por Trás dos Seus Olhos; prt: Só Te Vejo a Ti) é um filme de drama e suspense de 2016, dirigido por Marc Forster e escrito por Sean Conway. O filme é estrelado por Blake Lively e Jason Clarke. Ele foi exibido na Seção de Apresentações Especiais no Festival Internacional de Cinema de Toronto em 2016. O filme foi lançado pela Open Road Films em cerca de 250 cinemas nos Estados Unidos em 27 de outubro de 2017.

## Elenco
- Blake Lively  como Gina
- Jason Clarke como James
- Ahna O'Reilly como Carla
- Yvonne Strahovski como Karen
- Wes Chatham como Daniel
- Danny Huston como Doutor Hughes

## Produção
Em fevereiro de 2015, Blake Lively e Jason Clarke se juntaram ao elenco do filme, com Marc Forster dirigindo o roteiro que ele co-escreveu com Sean Conway. Em junho de 2015, Yvonne Strahovski se juntou ao elenco do filme.

## Lançamento
Em outubro de 2016, a Open Road Films adquiriu os direitos de distribuição dos EUA para o filme e configurou para um lançamento em 4 de agosto de 2017. O lançamento foi adiado por um mês para 15 de setembro de 2017 e, em seguida, foi adiado novamente para uma data de lançamento em 27 de outubro de 2017. O filme foi lançado em DVD e Blu-ray em 6 de fevereiro de 2018.

### Bilheteria
O filme no final de sua produção teatral nos Estados Unidos arrecadou US$ 217.644, mas em 1 de abril de 2018 arrecadou US$ 6.575 na Grécia, US$ 14.102 na Lituânia, US$ 83.717 na Rússia e US$ 22.293 nos Emirados Árabes Unidos. Para um total estimado em todo o mundo de $344.331.

## Recepção
No site de agregadores de revisão Rotten Tomatoes, o filme tem uma taxa de aprovação de 27% com base em 51 avaliações, com uma média ponderada de 4,5/10. O consenso crítico do site diz: "All I See Is You sugere uma série de perguntas intrigantes com sua premissa, mas elas se dissolvem em um psicodrama elegante, mas vazio, que não consegue se conectar." No Metacritic, que atribui uma classificação normalizada a avaliações, o filme tem uma pontuação de 43 em 100, com base em 25 críticos, indicando "revisões mistas ou médias".